# Casalasco
Il casalasco (Casalàsch in dialetto casalasco) è una porzione territoriale della bassa cremonese sita in provincia di Cremona, che si estende a sud dell'omonima provincia, confinante con la regione Emilia-Romagna con le province di Reggio Emilia e Parma, e a nord con la provincia di Mantova. Del casalasco, fanno parte 14 comuni. 

## Comuni
- Casalmaggiore
- Rivarolo del Re ed Uniti
- Martignana di Po
- Gussola
- Spineda
- San Giovanni in Croce
- Scandolara Ravara
- Voltido
- Cingia de' Botti
- San Martino del Lago
- Casteldidone
- Motta Baluffi
- Solarolo Rainerio
- Torricella del Pizzo

## Prodotti tipici

### Primi piatti
- Tortelli di zucca
- Marubini

### Formaggi
- Grana Padano

### Vini
- Lambrusco